# Süd (Frankfurt nad Odrą)
Süd – dzielnica w zachodnio-centralnej części Frankfurtu nad Odrą. W 2015 roku liczyła 8021 mieszkańców, a jej powierzchnia wynosi 426 ha.

## Opis
Süd dzieli się na trzy części: Winzerviertel, Kosmonautenviertel, Nuhnen.
Osiedla:
- Havemannstraße,
- Friedhof,
- Leipziger Straße/ Stakerweg,
- Damaschkeweg,
- Beerenweg/ Langer Grund,
- Kräuterweg/ Langer Grund,
- Baumschulenweg/ Langer Grund,
- Südring/ Leonowstraße,
- Gagarinring,
- Baumschulenweg,
- Johannes-Keppler-Weg,
- Römerhügel,
- Kopernikusstraße,
- Buckower Straße,
- ETTC-Nordwest,
- Am Großen Dreieck,
- Nuhnen-West.

## Demografia
Źródło: 